# Dorfkirche Zerpenschleuse

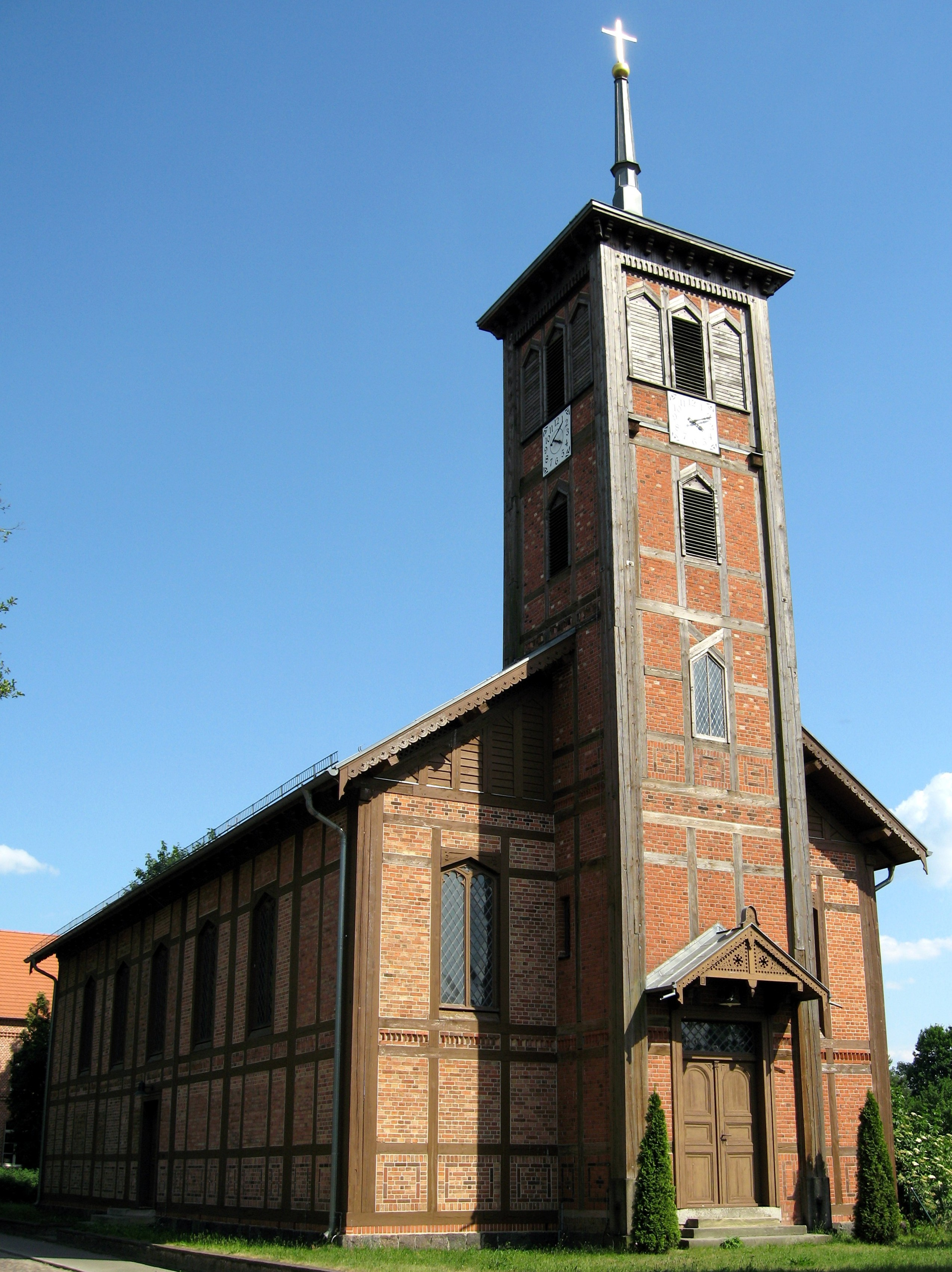
Dorfkirche Zerpenschleuse

Die Dorfkirche Zerpenschleuse, wegen ihrer Bauart auch Ziegelfachwerkkirche Zerpenschleuse genannt, ist ein Kirchengebäude im ehemals selbstständigen Dorf Zerpenschleuse, seit 2003 Ortsteil von Wandlitz im Landkreis Barnim des Bundeslandes Brandenburg. Sie entstand in den 1840er Jahren als Neubau eines abgebrannten Vorgängerbaus.
Die Kirche gehört zur Evangelischen Kirchengemeinde Groß Schönebeck-Zerpenschleuse-Eichhorst mit den Ortskirchen Groß Schönebeck (mit Klandorf und Schluft), Zerpenschleuse und Eichhorst im Kirchenkreis Barnim der Evangelischen Kirche Berlin-Brandenburg-schlesische Oberlausitz (EKBO). Sie ist zusammen mit dem zugehörigen Pfarrhaus denkmalgeschützt.

## Lage
Die neue Kirche mit rechteckigem Grundriss steht an der Liebenwalder Straße 56, mit der nördlichen Längsseite parallel zum Langen Trödel (dem alten vorfriderizianischen Finowkanal). Sie ist geostet.

## Geschichte

### Vor- und Baugeschichte
Die einzige Kirche des Ortes wurde als Ziegelfachwerkbau 1844/1845 errichtet und am 24. Dezember 1848 vom Pfarrer Heydemann mit einem Gottesdienst eingeweiht. Sie ersetzte einen zwischen 1739 und 1741 errichteten Vorgängerbau, ebenfalls eine Fachwerkkirche. Er stand 20 Meter östlich der heutigen Kirche und wurde im Jahr 1832 durch einen Brand zerstört. Die Bauwerksreste wurden nach Einweihung des neuen Sakralgebäudes 1846 für 386 Thaler versteigert.
Der Neubau wurde im Auftrag der preußischen Regierung geplant und mitfinanziert. Er entstand vermutlich nach Plänen des Geheimen Oberbaurats und Mitglied der Ober-Baudeputation Carl August Soller, einem Schinkelschüler.
Erhaltungsarbeiten am und im Kirchengebäude fanden bis auf die Reparatur der Kirchturmuhr 1957 in der DDR-Zeit nicht statt.

### Sanierung 1992–2008
Nach der deutschen Wiedervereinigung erfolgten zwischen 1992 und 1999 eine aufwändige Restaurierung und Hüllensanierung des Kirchenbaus mit starker Anlehnung an den ursprünglichen Zustand. Die Innensanierung zog sich noch bis zum Jahr 2008 hin.

## Architektur

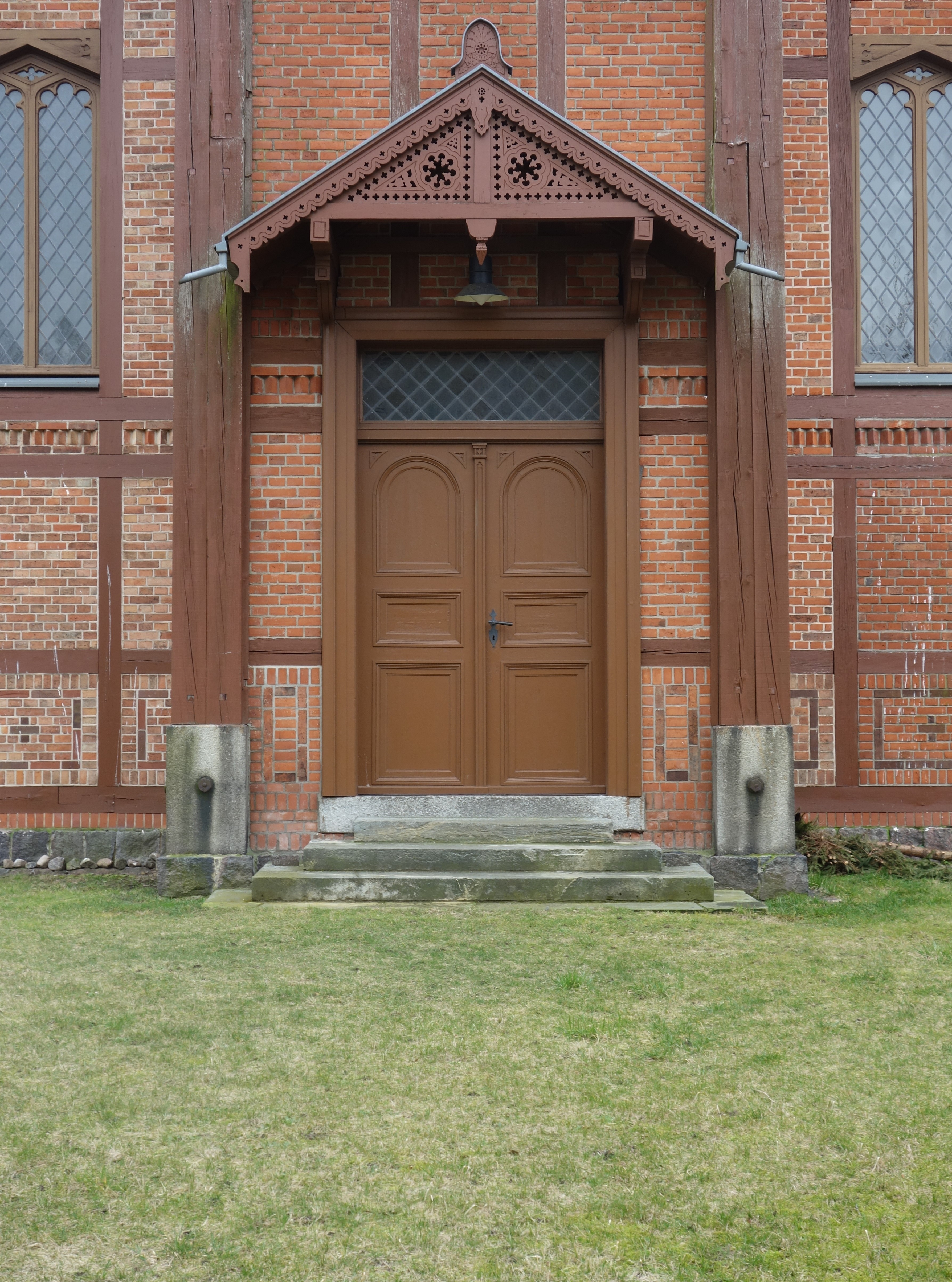
Westportal

Die Kirche hat eine Länge von rund 28 Meter, mit Apsis etwa 31 Meter, und eine Breite von 15 Meter. Die Mauern des Kirchengebäudes bestehen aus neuem Fachwerk, ausgefacht mit einer Schicht unverputzt gelassener Ziegelsteine. An jeder Längsseite öffnen sich fünf Fenster, die sich in ihrer Form an gotische Maßwerkfenster anlehnen, und deren Scheiben sich durch eine Bleiverglasung mit einer Rautenstruktur auszeichnen.
Zum Haupt-Portal im Turmunterbau führt eine dreistufige Treppe, durch eine zweiflügelige Holztür unter einem hölzernen Vordach erreicht der Besucher das Innere. An der südlichen Kirchenwand ist mittig ein weiterer Eingang eingefügt, der stufenlos und damit barrierefrei in das Kirchengebäude führt.
Der Kirchturm an der Westseite hat einen quadratischen Grundriss (Seitenlängen zirka 5,10 m) und verfügt über ein Pyramidendach. Eine mehrgliedrige Turmspitze trägt eine Turmkugel, auf der sich ein metallenes Kreuz erhebt. Schallarkaden ziehen sich um alle vier Seiten des Turmes. An jeder Seite befindet sich ein Zifferblatt der Turmuhr.
Die Kirche hat den Grundriss einer dreischiffigen Saalkirche. Der Kirchraum ist mit einer flachen Balkendecke gedeckt, die Seitenschiffe sind durch Holzstützen vom Mittelschiff getrennt, der Chor hat einen geraden Abschluss. Die Empore auf der Westseite zieht sich ein wenig um die Ecken und bildet grundrissmäßig ein kleines U.

## Innenausstattung

### Überblick
Die Innenausstattung des Kirchengebäudes stammt fast komplett aus der zweiten Bauzeit. An einigen Stellen der Wände sind bei den Restaurierungsarbeiten der 2020er Jahre ursprüngliche Farbflächen freigelegt und erhalten worden.
Ein schlichter, schrankähnlicher Altartisch befindet sich in der Mitte der Apsis. Das Altarbild mit der Darstellung der Geburt Christi ist die Kopie eines Gemäldes eines flämischen Meisters aus dem 17. Jahrhundert. Außerdem hing im Hauptschiff ein wenig beachtetes Gemälde, das bei Renovierungsarbeiten an dem Gotteshaus Anfang der 2000er-Jahre abgenommen worden war. In den Archivalien fand sich ein Hinweis, dass dieses Bild eine Dauerleihgabe des Berliner Bodemuseums ist, dem es während der Umbauarbeiten zurückgegeben wurde. Die dortigen Kunstexperten fanden heraus, dass das Bild Die Anbetung der drei Heiligen Könige höchstwahrscheinlich aus der Malschule des Peter Paul Rubens stammt und damit etwa 400 Jahre alt ist. Das Museum ließ von der Zerpenschleuser Restauratorin Corinna Bensemann eine modern adaptierte Kopie herstellen, die seit Beginn des Jahres 2008 in der Dorfkirche hängt. Das Original verblieb im Bode-Museum.
Die im Jahr 1845 gegossenen Bronze-Glocken wurden während des Ersten Weltkriegs zwecks Metallgewinnung eingeschmolzen. Neugüsse wurden nach beiden Weltkriegen nicht vorgenommen, deshalb gibt es im Turm keine Glocken.

### Orgel
Vor dem Brand der Kirche 1832 gab es bereits eine Orgel. Historiker vermuten, dass diese um 1800 eingebaut wurde und vom Berliner Orgelbauer Ludwig Salomon Hennefuß stammte. Im Neubau wurde 1845 ein Instrument aus der Werkstatt des Potsdamer Orgelbauers Gottlieb Heise auf der Orgelempore installiert. Die beschädigte Hennefuß-Orgel gelangte als Geschenk an die Kirche in Ruhlsdorf. Das Instrument in Zerpenschleuse wurde Ende der 1990er Jahre überarbeitet und ist spielbar.
Sie verfügt über folgende Disposition:
| Manual C–f3   |             |
| Principal     | 8′          |
| Gedact        | 8′          |
| Salicional    | 8′          |
| Principal     | 4′          |
| Rohrflöte     | 4′          |
| Quinte-Octave | 2 2/3′ + 2′ |
| Mixtur III    |             |

| Pedal C–d1     |     |
| Subbass        | 16′ |
| Principal-Bass | 08′ |

- Koppel: Pedalkoppel
- Nebenregister: Calcant

Darüber hinaus komplettiert seit Anfang des 20. Jahrhunderts ein Harmonium die Ausstattung.

## Seelsorge

### Pfarrer (Auswahl)
- 1845: Pfr. Weymann
- ab 2015–2023, Oktober: Sabine Müller (für die Groß Schönebecker Kirchengemeinde)[13]
- 2012er Jahre: Stephan Flade[14]
- seit November 2023: Elisabeth Kruse (für den Groß Schönebecker Kirchensprengel)[1]

### Pfarrhaus und Gemeindezentrum

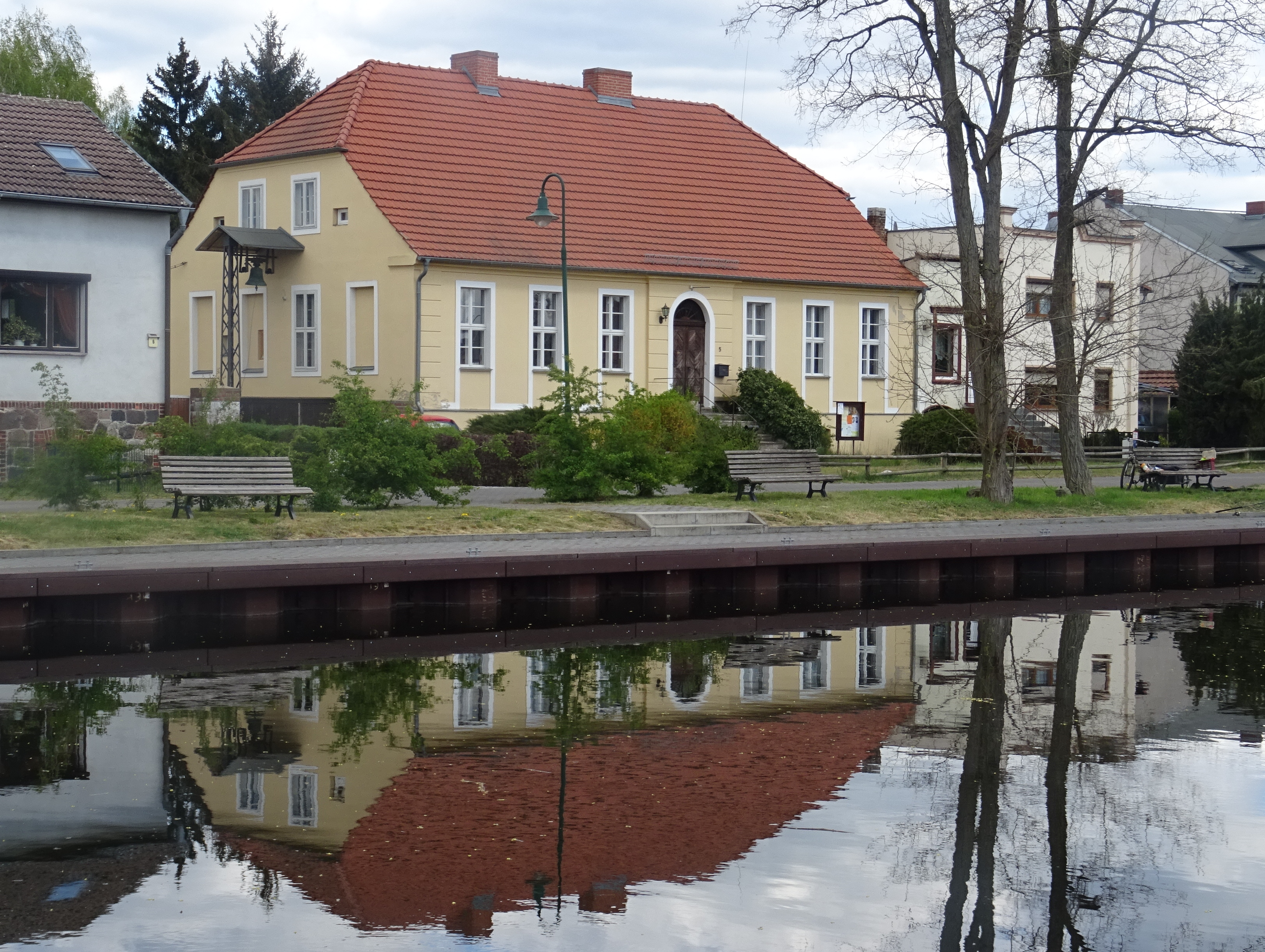
Pfarrhaus Zerpenschleuse

Das zugehörige Pfarrhaus steht am Friedenplatz 5 am alten Kanal und ist ebenfalls denkmalgeschützt (Denkmalnummer 09175119). Der Bau wurde in den 1780er Jahren von der Preußischen Wasserbauverwaltung als Schleusenwärterhaus in Auftrag gegeben. Das Haus ist eingeschossig und verfügt über eine zweiflügelige Holztür, die später „aufgedoppelt“ wurde. Der Baukörper ist siebenachsig und schließt mit einem ziegelgedeckten Krüppelwalmdach ab. Über dem Eingangsbereich auf der westlichen Giebelseite befindet sich eine kleine Glocke, deren stählerner Glockenstuhl im Jahr 2019 von einer Gruppe Freiwilliger restauriert wurde.
Das Findbuch des Brandenburgischen Hauptarchivs stellt dagegen dar, dass die Gebäude des Pfarrhauses 1850 bis 1873 errichtet und später (1874 bis 1907) umgebaut bzw. erweitert worden seien.
Das Gemeindezentrum hat eine Nutzfläche von rund 95 m² und steht direkt am langen Trödel in einiger Entfernung zur Kirche. Es ist ein zweiteiliges Bauwerk in unterschiedlichen Höhen. Die südliche Dachfläche ist komplett mit Solarpanels belegt. Ein variabel zu bestuhlender Veranstaltungsraum, eine Küche und Sanitäranlagen sind vorhanden.

### Gemeindeleben
Im Kirchenraum finden auch Veranstaltungen des Bläserchors Stolzenhagen statt, der ebenfalls zu diesem Kirchensprengel gehört.
Zudem gibt es Auftritte einer Musikschule in dieser Kirche unter dem Motto „Musikschulen öffnen Kirchen“. Es fanden beispielsweise Muttertagskonzerte (2022, 2021) statt und es treten Ensembles oder Solisten auf (Ode an die Freude, 2020). Auch die Reihe Brandenburgische Sommerkonzerte war im Jahr 2022 in der Ziegelfachwerkkirche zu Gast.
Die Kirche wird auch für Ausstellungen genutzt. Beispielsweise gab es hier im Jahr 2021 (Juli/August) die Wanderausstellung: Vorgängerinnen – Der Weg von Frauen in das geistliche Amt.